# بنك البذور

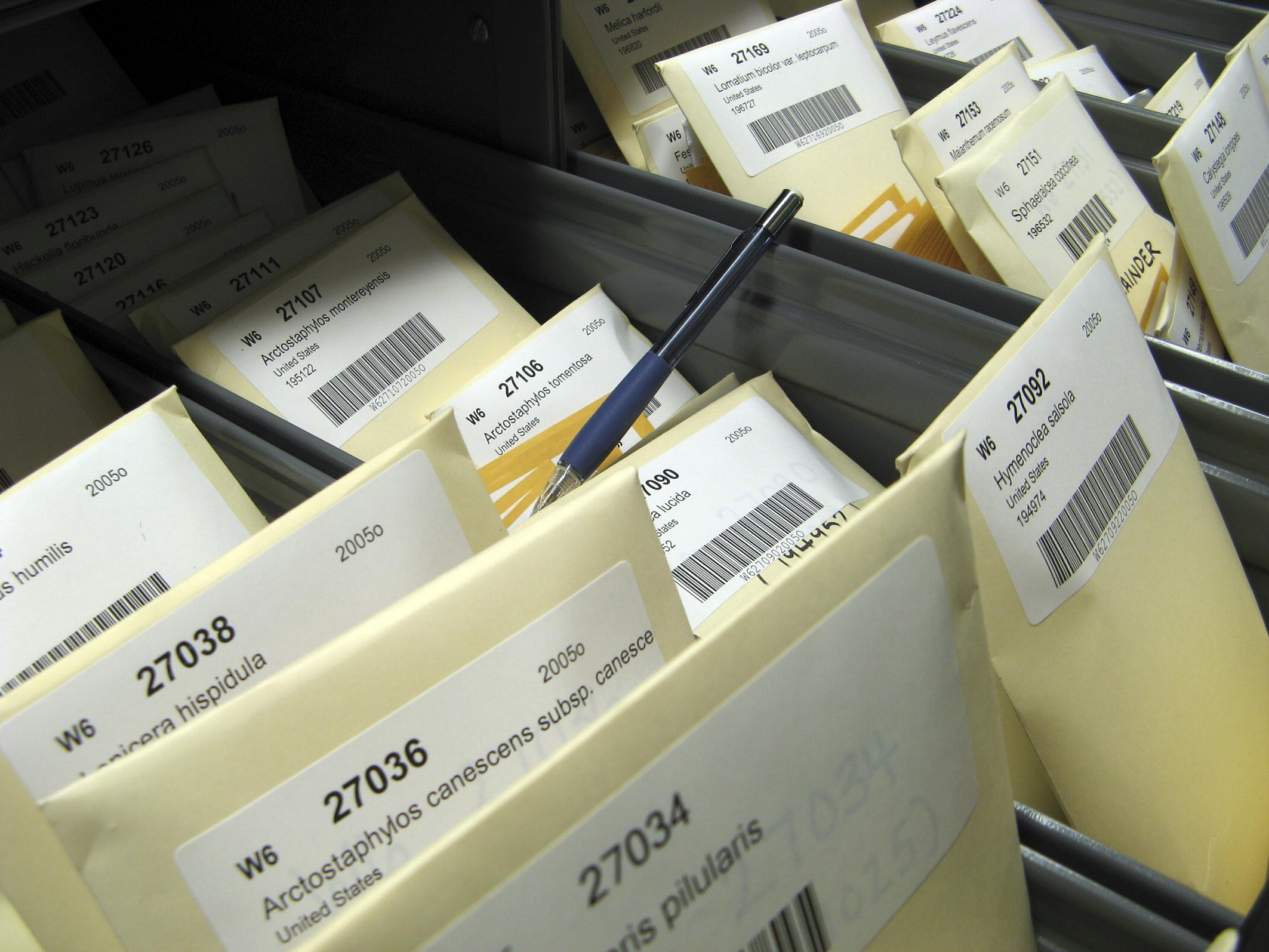

يخزن بنك البذور (أو بنوك البذور) بذور النباتات لحفظ التنوع الجيني لهذه النباتات، ولذلك فإنها تُعد نوعًا من بنوك الجينات. وهناك أسبابًا كثيرة لتخزين بذور النباتات، أولها هو توفير الجينات الوراثية النباتية وإتاحتها كي يستخدمها المزارعون في زيادة المحاصيل، ومقاومتها للأمراض، وزيادة قدرتها على تحمل الجفاف، وتحسين قيمتها الغذائية ومذاقها وغيرها من المواصفات الأخرى. وهناك سببٌ آخر، وهو تدارك خسائر التنوع الجيني في فصائل النباتات النادرة أو المعرضة للهلاك سعيًا للحفاظ على التنوع البيولوجي خارج الوضع الطبيعي لهذه النباتات. فالكثير من النباتات التي كان يزرعها الإنسان منذ قرونٍ ماضية لم تعد تُزرع الآن بصورة متكررة. ولذلك تعرض بنوك البذور طريقة لحفظ هذه القيم التاريخية والثقافية. و تُحْفَظُ مجموعات البذور في درجة حرارة منخفضة ثابتة ودرجة رطوبة منخفضة من أجل حمايتها من فقدان مواردها الجينية، والتي لولا ذلك، لكانت تحفظ خارج وضعها الطبيعي أو في المجموعات الميدانية. ويمكن أن تتلف هذه المجموعات «الحية» البديلة من النباتات بفعل الكوارث الطبيعية، أو انتشار الأمراض، أو الحرب. تُعد بنوك البذور بمثابة مكتبات بذور تحوي معلومات قيمة عن استراتيجيات مطورة لمكافحة إجهاد النباتات، ويمكن استخدامها أيضًا لصنع نسخًا معدلة جينيًا من البذور الموجودة حاليًا. ويستغرق عمل بنوك البذور عقودًا وربما قرونًا أيضًا، و تُمَوَّل معظم هذه البنوك علانيةً، وتكون البذور متاحة عادةً من أجل الأبحاث التي تفيد العامة.